# Gran Guardia
Gran Guardia é um município da Argentina, localizada na província de Formosa